# Meyer Jerison
Meyer Jerison (Białystok, 28 de novembro de 1922 — 13 de março de 1995) foi um matemático estadunidense.
É reconhecido por seu trabalho sobre análise funcional e anéis, e especialmente por ser coautor com Leonard Gillman do livro texto Rings of Continuous Functions.

## Biografia
Jerison imigrou da Polônia para os Estados Unidos em 1929 e foi naturalizado cidadão estadunidense em 1933.